# Liebeskindova–Šroglova reakce
Liebeskindova–Šroglova reakce je organická reakce thioesteru a boronové kyseliny katalyzovaná kovem, patřící mezi křížová párování.
Reakci objevili dva chemici, český Jiří Šrogl a americký Lanny S. Liebeskind. Reakce má tři generace, na následujícím obrázku je zobrazena první. Používají se Pd0 katalyzátory, TFP (tris(2-furyl)fosfin) a další ligand a stechiometrický kokatalyzátor thiofen-2-karboxylát měďný (CuTC). Následuje obecné schéma reakce:
Při Liebeskindových-Šroglových reakcích se používají thioetherové a thioesterové elektrofily a boronové kyseliny nebo stannany jako nukleofily, lze však použít i jiné reaktanty, kromě alkyl- a arylthioesterů může jít i o (hetero)arylthioethery, thioamidy, thioalkyny a thiokyanáty. Do reakce také mohou vstoupit téměř všechny vazby kov-R schopné transmetalace.
Indiové nukleofily nevyžadují přítomnost mědi nebo zásady, jsou však uplatnitelné pouze u první generace, protože druhá a třetí jsou mechanisticky odlišné, navíc probíhají pouze u thioesterů schopných vytvořit šestičlenné metalocykly.

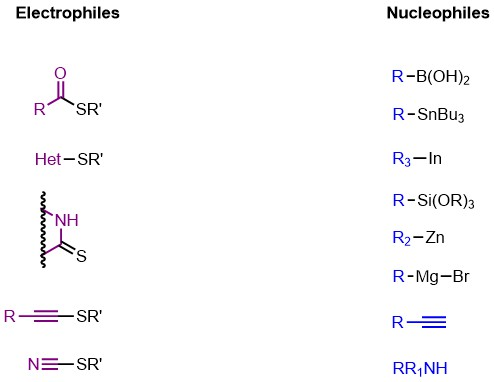

Reakce první generace probíhají za nepřístupu vzduchu, s použitím stechiometrických množství mědi a s palladiovými katalyzátory.
Reakce druhé generace jsou katalyzovány mědí za přítomnosti dodatečného ekvivalentu za přístupu vzduchu a nepřítomnosti palladia. Přidaný ekvivalent oddělí měď od sirné sloučeniny a umožní tím dokončení katalytického cyklu. Tento druh je omezen na thioestery a thioethery a může být také limitován dostupností organoboranu.
Reakce třetí generace mají jako katalyzátor sloučeninu mědi a využívají jediný ekvivalent boronové kyseliny.

## Mechanismus

### První generace
Níže je zobrazen navržený mechanismus Liebeskindovy–Šroglovy reakce první generace.
Thioester 1 reaguje se sloučeninou 3 a vytvoří komplex 4. Oxidační adicí palladia na vazbu uhlík–síra vznikne meziprodukt 5, z něhož se transmetalací vytvoří organopalladiová sloučenina 8. Transmetalace probíhá skrz přesun R2 na palladiové centrum se současným přesunem atomu síry na měďný komplex. Následně se redukční eliminací utvoří keton 3 a obnoví katalyzátor 9.

### Druhá generace

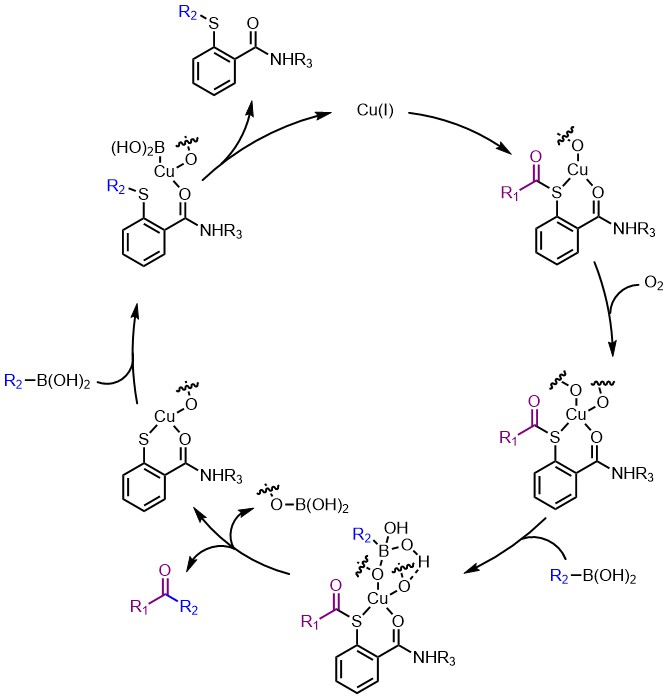

Na následujícím obrázku je znázorněn mechanismus druhé generace; neodpovídá běžné posloupnosti oxidační adice-transmetelace-redukční eliminace, jako je tomu u první generace. Společně se zkoumáním reakcí měďných sloučenin s dikyslíkem byl navržen mechanismus zahrnující Cu ve vyšším oxidačním čísle.
Po koordinaci na thioester se Cu+ oxiduje na měďnato-měditý meziprodukt, který funguje jako Lewisova kyselina, jež aktivuje thioester a zajišťuje přesun R2 (buď přímo z atomu boru nebo přes meziprodukt typu Cu-R2), čímž vznikne keton a Cu-thiolát. Druhý ekvivalent boronové kyseliny zajistí rozštěpení vazby Cu-S a uvolnění mědi zpět do katalytického cyklu.

### Třetí generace

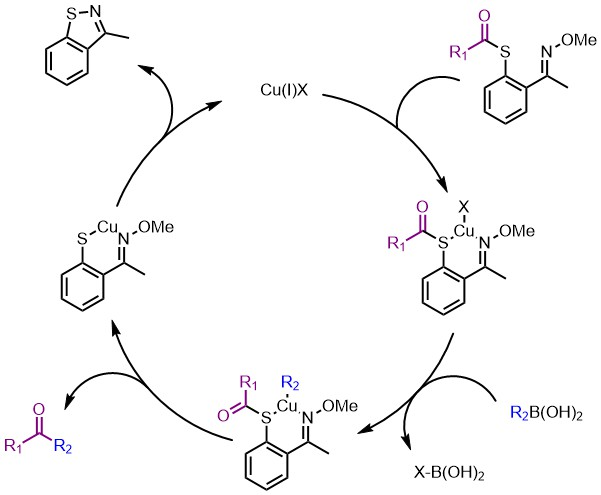

Třetí generace je založená na katalýze mědí s použitím jediného ekvivalentu boronové kyseliny, čímž napodobuje metallothioneinový (MT) systém, který odstraňuje kovy z organismů. Thiopomocník obsahuje vazbu N-O, která napodobuje vazbu S-S u MT, provádí přitom nezbytné štěpení vazby měď-síra a zajišťuje tím obnovu katalyzátoru. Tato varianta se podporuje působením mikrovlnného záření a nezahrnuje palladium. Pravděpodobně se mechanismem podobá druhé generaci (ke znázornění je použita aktivní sloučenina Cu+-R2, R2 lze však přesunout přímo na boronovou kyselinu), ale měď zpět do katalytického cyklu uvolňuje thiopomocník, nikoliv další ekvivalent boronové kyseliny.

## Využití

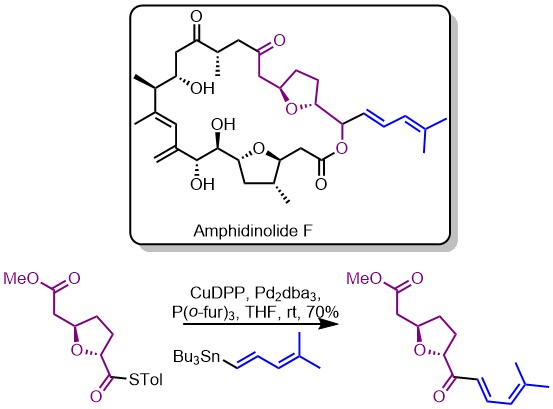

Liebeskindova–Šroglova párování jsou součástmi několika totálních syntéz, příkladem může být syntéza goniodominu A.

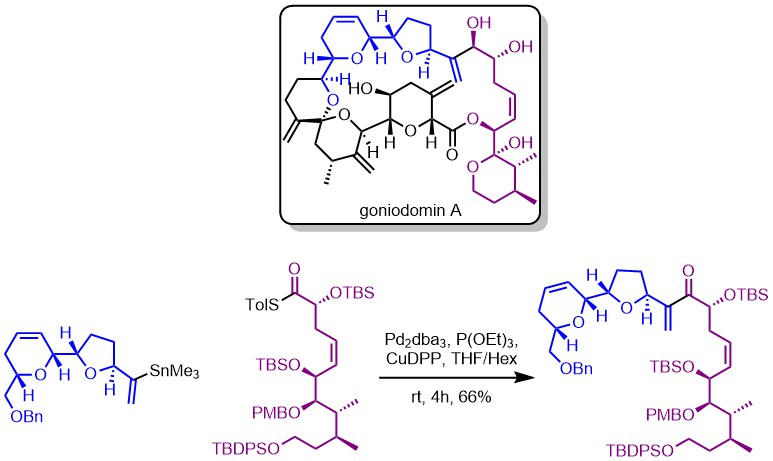

Liebeskindovo–Šroglovo párování bylo také použito k vytvoření uhlíkatého řetězce viridinu s vysokou výtěžností v několikagramovém měřítku.

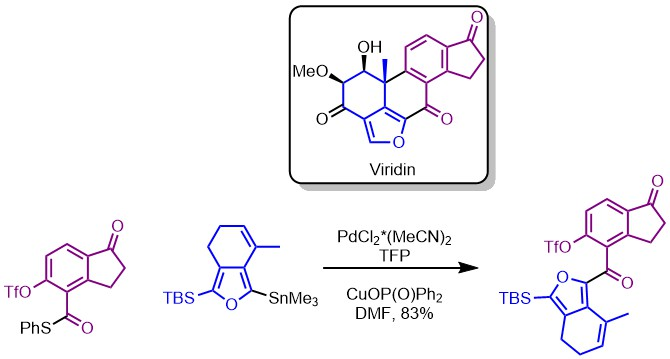

Další látkou připravenou s využitím této reakce je amfidinolid F, Liebeskindovou-Šroglovou reakcí zde byl vytvořen „severovýchodní“ fragment makrocyklu a terpenový řetězec.

### Řízená difunkcionalizace

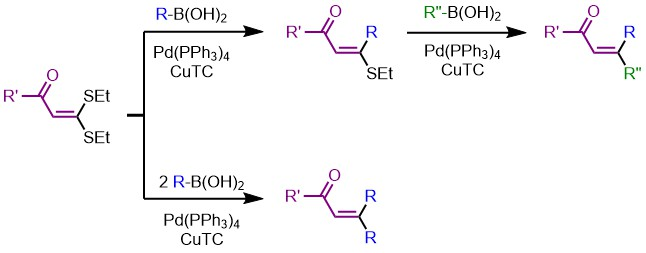

Sloučeniny obsahující dvě thioetherové vazby mohou být na jedné z nich selektivně funkcionalizované za přítomnosti jednoho ekvivalentu nukleofilu, jestliže je přítomna karbonylová skupina.
Tato reakce probíhá přes pětičlenný palladacyklus, u kterého probíhá oxidační adice do polohy cis. Další ekvivalent nukleofilu vyvolá funkcionalizaci v poloze trans.